# 148 př. n. l.

## Hlavy států
- Parthská říše – Mithradatés I. (171 – 139/138 př. n. l.)
- Egypt – Ptolemaios VI. Filométor (180 – 145 př. n. l.)
- Numidie – Masinissa (202 – 148 př. n. l.) » Micipsa
- Čína – Ťing-ti (dynastie Západní Chan)